# Poročnik (Bundesmarine)
Poročnik (izvirno nemško Leutnant zur See; okrajšava: Lt zS; kratica: LZS) je častniški čin v Bundesmarine (v sklopu Bundeswehra). Čin je enakovreden činu poročnika (Heer in Luftwaffe).
Nadrejen je činu Oberfähnrichu zur See in podrejen činu nadporočnika. V sklopu Natovega STANAG 2116 spada v razred OF-1, medtem ko v zveznem plačilnem sistemu sodi v razred A9.
V skladu z zakonodajo je častnik povišan v čin poročnika po 36 mesecih šolanja za častnika.

## Oznaka čina
Oznaka čina, ki je sestavljena iz ene zlate črte in ene zlate zvezde, je v dveh oblikah: narokavna oznaka (na spodnjem delu rokava) in naramenska (epoletna) oznaka.
Galerija
- Narokavna oznaka
- Naramenska (epoletna) oznaka